# تل شنان
تل شنان قرية في ناحية قرى مركز المخرم التابعة لمنطقة المخرّم في محافظة حمص في سورية. بلغ عدد سكان القرية 648 نسمة حسب تعداد عام 2004.